# Lamidat de Banyo
 (août 2025).
 (septembre 2024).
Si vous disposez d'ouvrages ou d'articles de référence ou si vous connaissez des sites web de qualité traitant du thème abordé ici, merci de compléter l'article en donnant les références utiles à sa vérifiabilité et en les liant à la section « Notes et références ».
 (mai 2023).
Le lamidat de Banyo est une chefferie traditionnelle située dans la commune de Banyo, dans le  département du Mayo-Banyo une localité de la région de l'Adamaoua du Cameroun. Ce lamidat est le siège final d'un vaste mouvement de conquête, en Afrique subsaharienne, déclenché au XIXe siècle par le sultan Foulbé Othman Dan Fodio. Cette période marque aussi le début des conflits entre les éleveurs eux-mêmes, et entre les éleveurs et les agriculteurs du Nord Cameroun. Ces conflits prendront fin avec l'arrivée des européens en Afrique centrale durant l'époque coloniale.

## Grands dignitaires du Lamidat de Banyo
Les grands dignitaires du lamidat de Banyo peuvent être classifiés en deux grandes catégories dont les premiers portèrent le titre de Ardo au rang desquels figure :
- Ardo yadji
- Ardo Hama djam
- Ardo Djabboule
- Ardo Hama Dicko
- Ardo Boulo
- Ardo Bah Oumarou 1810-1815
- Ardo Oussamatou 1815-1823
- Ardo Zahimou 1823 (3mois).

La seconde catégorie est celle des dignitaires portant le titre de Lamido. Parmi ces derniers, on peut avoir :
- Ardo Hamma gabdo, fils de Ardo Oussamatou, règne avec succès de 1823-1875, il fut le fondateur du Lamidat de Banyo. À 53 ans au trône, il meurt à Kontcha-Banyo-Gaschaka. Après lui,
- Modibbo Oussoumanou, fils de Ardo Hama Gabdo, arriva au trône il régna de 1875-1893 soit 18 ans au trône. Par la suite, le trône de ce lamidat sera occupé par 05 enfants de modibbo Oussoumanou dont:
- Hamadjam Yamba qui régna pendant l'année 1893 soit 40 jours au trône. Elle fut occupée par son frère le feu
- Ardo Oumarou qui tua de ses propres mains Hermann Nolte. il régna de 1893-1902, Martyrs de l'histoire de ce lamidat , il fut arraché à la vie par les Allemands et son règne ne durera que 9 ans. La même année, son illustre frère
- Dewa Ibrahima accéda à la dignité de cette chefferie entre 1902-1903. Il régna pendant 10 mois et mourut a Banyo. Son frère
- Mohaman Gabdo fils de Modibbo Oussoumanou prit le pouvoir ente 1903-1904 mais son règne fut plus court que celle de son prédécesseur. Car ne durera que 8 mois. C'est dans cette époque troublée qu'apparu le feu
- Modibbo Yahya entre 1904-1911 mais ce dernier fut destitué à 7 ans de règne par l'administration coloniale qui investit à sa place
- Mohaman Dicko qui était le fils du feu Ardo Oumarou entre les années 1911-1913, à 3 ans de règne, il mourut en déportation. Et ce fut le tour de
- Aboubakar fils de Modibbo Oussoumanou qui régna de 1913-1917. Il mourut en déportation à 4 ans de règne a Banyo. Par la suite,
- Modibbo Yahya est encore rappelé au trône entre 1917-1934, il mourut en déportation.
- Bobbowa Adamou régna durant 8 ans après lui entre les années 1934-1942. Son règne fut connu pour une époque de paix et de tranquillité. Il mourut à Banyo et fut remplacé par
- Elh. Iyawa Adamou, premier lamido parlementaire de 1947-1966, il régna de 1942-1966 ou il mourut étant député à l'ARCAM.
- Aboubakar Garba le succéda au trône et régna de 1966-1978 où il mourut a Banyo à la suite d'ennuis de santé. Son frère
- Djidjiwa Djoubeirou 1978-1988 mourut aussi à Banyo à 10 ans de règne. Laissant place au parlementaire
- Mouhaman Soudi Yaya qui occupa le trône de 1988-1997 il est mort parlementaire.
- Elh.Mohaman Gabdo Yaya arrive au trône le 24 octobre 1997, dernier d'une lignée des fils du lamido Yahya, il fut maire de 2007 à 2013 dans la commune de Banyo et Sénateur de l'Adamaoua de 2013 jusqu'à nos jours.

## Géographie

### Localisation et climat
Le lamidat se trouve dans la région de l'Adamaoua, à une altitude moyenne de 1 000 à 1 500 mètres, une région composée principalement de granites et de migmatites. Le climat de Banyo est de type tropical avec  une pluviométrie annuelle de 1 740 mm. Le mois le plus sec est celui de janvier avec 4 mm de précipitation et le mois le pluvieux est celui de septembre avec 292 mm. La température moyenne annuelle de 22,7 °C, cependant, le mois  de février est le plus chaude l'année avec une température moyenne de 26,7 °C, tandis que le mois d'août est le plus froid avec une température de 21,3 °C. Le lamidat s'étend sur une superficie d'environ 6 200 km2.

### Végétation
La végétation du plateau est la forêt sèche, serpentée par les galeries forestières et des cours d'eau. La déforestation continue de cette forêt par les habitants, à des fins de subsistance (feux de brousse, piétinement des troupeaux)  a eu pour effet de remplacer progressivement la forêt par la savane. En 1969; seulement 2 % de la surface totale du plateau sont cultivables.

### Histoire
Le Lamidat de Banyo est issu d'un vaste mouvement de conquête déclenché par le sultan Othman Dan Fodio au XIXe siècle. Selon la tradition orale son origine se situe entre 1820 - 1825 et son fondateur est Hamagabdo. Celui ci annexe les peuples de cultivateurs animistes : les Vouté et les Wawa (au Nord), les Kondja et les Mambila (au sud) pour installer la première capitale à Kontcha (Kondja) dans la plaine Koutine. Une fois atteint par le poids de l'âge, son fils Hamassoumou perpétue son œuvre de conquête en envahissant  la plaine de Tikar et le plateau de Mambila. Les mouvements de conquête sont initiés en 1830 de la région de Sokoto au Nigeria et prennent fin vers 1840 avec la création du Lamidat de Banyo. Ces conquêtes s'étendent jusqu'aux limites de la région de l'Ouest du Cameroun en territoire Bamilélké, et celle du Littoral, aux abords de la Sanaga Maritime. Des peuples conquis, seuls les Wawa se soumettent sans combattre, contrairement aux autres tribus qui opposent une résistance farouche. Les chefferies Boutés sont conquises progressivement et réduits à l'esclavage, les Mambila et les Kondja se réfugient dans la plaine des tikar ou les Foulbés ne purent les poursuivre; se contentant d'y effectuer des sanglantes razzias. Ces incessantes razzias entrainent leur soumission et un versement annuel d'un tribut d'esclaves, jeunes gens et filles. Les conquêtes prennent fin en 1902 avec la colonisation du Cameroun par les allemands; ceux-ci interdisent également la vente d'esclaves. Les français quant à eux, mettent fin aux razzias en 1925. Les allemands, après la soumission du lamido, scindent le Lamidat de Banyo en deux zones géographiques en rattachant le plateau de Mambila  au Nigeria.

## Population

### Période duXIXesiècle
Les longues conquêtes à travers de vastes territoires favorisèrent un brassage ethnique conséquent. Le recensement de 1954 fait état de 64 ethnies différentes, pour 12 factions se réclamant strictement Foulbé. En 1969, le village compte une population de 26 000 habitants pour une surface de totale de 6 200 km2. Le système d'asservissement mis en place par les Foulbés à l'ensemble des habitants ne reconnaît que deux catégories de personnes: les libres et les non-libres, cette dernière catégorie est essentiellement composée des non musulmans (captifs ou maccube). Cette distinction stricte est propre au droit Malike qui est la référence juridique des Foulbés . Durant la période des conquêtes, la coutume peul de l'Adamaoua n'admet pas de distinction entre les populations animistes et les esclaves importés.

#### Les serfs
Les serfs sont les membres de communautés rurales asservies. Le groupement des serfs est appelé les maccubes (matchoubé. Parmi les serfs, ceux qui sont issus des communautés isolées ou les serfs détribalisés s’appellent les tokkal (Tokke au pluriel). Parmi les privilèges que possèdent les serfs comparativement aux esclaves, ils peuvent choisir les noms de leurs enfants.

#### Les esclaves
Les esclaves sont les individus extraits de la communauté des serfs pour être mis à disposition des personnes libres, non libres ou des dignitaires ; on leur préfère plutôt l’appellation de serviteurs. Les concubines des serviteurs appartiennent à leur maître, cependant si la progéniture de cette dernière est de son maître et pas de son concubin, les enfants naissent par conséquent libres.  Il est interdit aux serviteurs de posséder, et leur mariage nécessite l'accord préalable de leur maître. Néanmoins, une recommandation tacite relève de ne pas vendre les serviteurs adultes nés dans l'habitation de leur maître ou d'un dignitaire « maccube saare » . La nomenclature des serviteurs est restée l'apanage des maîtres jusqu'aux années trente.

#### Affranchissement
Du fait de l'interdiction des conquêtes et de l'esclavage par les Allemands et les Français, le statut des esclaves finit par évoluer et les groupements asservis se désagrègent. Ce phénomène s'est accentué par la recherche de nouveaux pâturages pour les troupeaux de bœufs, l'assimilation aux coutumes des conquérants et l'invasion des maladies vénériennes. Une des conséquences indirecte est le fort recul des populations animistes. 

« L'invasion des maladies vénériennes, et spécialement de la blennorragie qui entraine la stérilité des femmes, a amené une rapide régression numérique de ces populations, autre fois très nombreuses. Cette régression dont témoignent unanimement les anciens du pays, et que confirme de nombreux indices (L'enceinte de la ville de Banyo, construite vers 1880, correspond à une population dix fois supérieure à celle recensée en 1954) a, sans nul doute, considérablement accéléré la dissolution des groupements animistes. »

— Jean Hurault

### Période duXXesiècle
En 1969, le peuplement du Lamidat comporte trois groupes distincts:
- Un groupement de cultivateurs animistes composé des Wawa (2 000 habitants) au Nord-Est du Lamidat et les Kondja (1 200 habitants) ;
- Les bergers Foulbés disséminés en petits groupes autour des rivières et différents points d'eau;
- Les cultivateurs détribalisés donc certains demeurent au service de leurs maitres Foulbés, ou effectuent des taches moyennant rétribution.

Un recensement de  1966 fait état de 19 950 habitants disséminés dans tout le territoire à l'exception des trois centres de marchés du bétail que sont Sombolabo, Mba, et Mbanti-Djoum-Baré dont la population totale est de 1 130 habitants.

## Administration et politique

### Administration

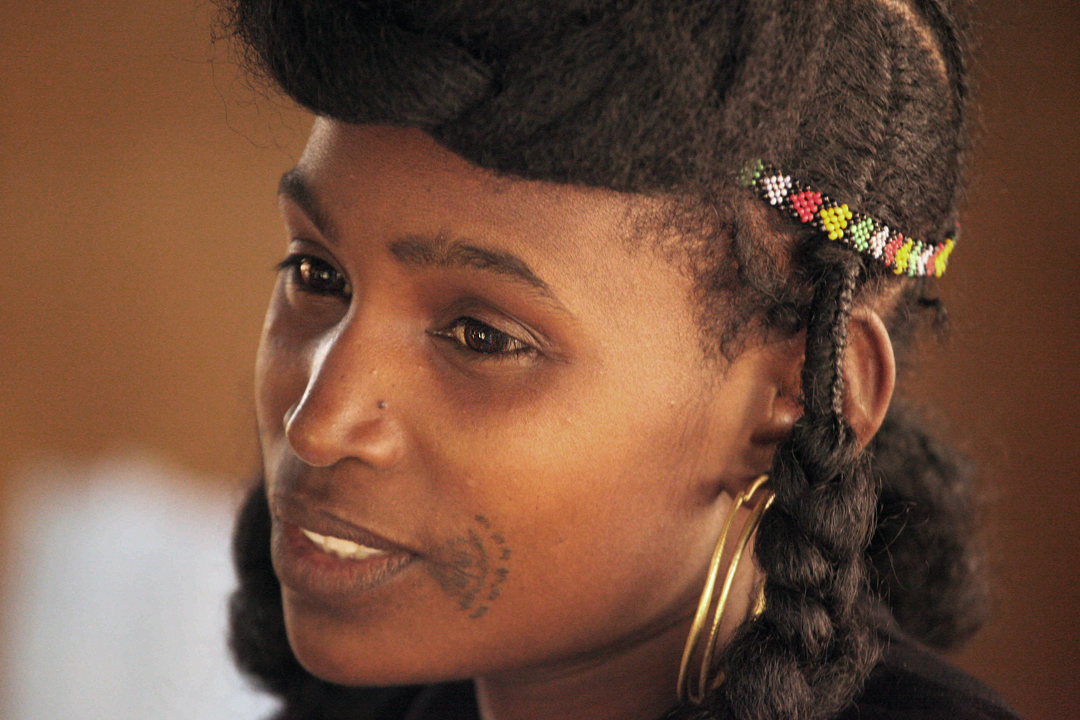
Femme peul

Durant la période des conquêtes, les communautés asservies sont rattachées au lamido par l'intermédiaire des dignitaires serviteurs ou des chefs de groupements. L'organisation du village était une organisation décentralisée, chaque habitant dépend individuellement d'un Tokkal issu de l'entourage du lamido. La division en secteurs territoriaux débute après la colonisation en 1954, et se poursuit jusqu'en 1960, le lamidat est alors divisé en 149 secteurs territoriaux placé chacun sous le commandement d'un chef responsable (le Djauro). Ces regroupement favorisent une amélioration progressive des conditions de vie et la mise sur pied d'une administration beaucoup plus efficace. Cependant certains obstacles demeurent du fait de la différence du mode de vie des animistes à celle des musulmans, cette différence est beaucoup plus marquée au niveau du statut de la femme.

### Politique
À la tête, on y trouve un Lamido qui est chef spirituel et suprême. Les hommes autour de ce dernier étaient classés en trois catégories dont la première était celle des Nobles qui regroupait les imams, la deuxième celle des ministres assurant chacun une fonction bien définie et la dernière celle des notables ayant chacun une tâche précise. Le Lamidat de Banyo, à la différence des autres Lamidats, comptait 31 notables dans sa cour selon SM. Mohaman Gabdo Yaya dans : le Lamidat de banyo épreuves d’hier et défis d’aujourd’hui et aussi selon E.Mohamadou dans Archives du Lamidats de banyo. Pour tout dire, la ville de Banyo, qui était un petit empire sous la domination du royaume de Kontcha, a pu délimiter ses frontières grâce à la conquête des territoires menée par Ardo Haman Gabdo dit Haman Dandi, qui obtiendra une victoire sur le lamidat de Kontcha afin de rendre à Banyo son autonomie en 1830 (date  qui est reconnue comme celle de sa fondation). Ainsi le nouveau territoire de Banyo quitte d'allat vers le sud et Sambolabo au Nord. Demeuré ainsi jusqu’à nos jours.

### Économie
En 1969, l'agriculture est y est peu pratiquée. Du fait des risques liés aux maladies, de l'altitude et de l'insalubrité (paludisme, trypanosomiase bovine), les éleveurs ne s'établissent pas au-dessous de 1 000 m sauf en saison sèche où la rareté de l'eau les contraint à la transhumance. L'élevage bovin occupe une place prioritaire auprès des populations foulbé, en effet cette activité est considérée comme seule activité digne d'un homme libre, et constitue un moyen sur de s'enrichir. En 1969, l'on dénombre 120 000 bêtes environ.